# 第59回カンヌ国際映画祭
第59回カンヌ国際映画祭（だい59かいカンヌこくさいえいがさい）は、2006年5月17日から28日にかけて開催された。

## 概要
コンペティション部門には20本の作品が出品され、ケン・ローチ監督の『麦の穂をゆらす風』がパルム・ドールを受賞した。ローチ監督は13回目の出品で初の最高賞受賞となった。下馬評では有力と言われた『バベル』と『ボルベール〈帰郷〉』はそれぞれ監督賞と女優賞・脚本賞を受賞するに留まった。
審査員長はウォン・カーウァイが務め、オープニング上映作品はロン・ハワード監督の『ダ・ヴィンチ・コード』、クロージング上映作品はトニー・ガトリフ監督の『トランシルヴァニア』がそれぞれ上映された。
日本からは西川美和監督の『ゆれる』が監督週間の長編部門へ出品、中野裕之監督の『アイロン』が批評家週間の短編映画部門へ出品され、後者がヤング批評家賞を受賞した。
昨年に続き、ムービープラスで開会式と授賞式の模様が生中継された。また、WOWOWでも後日映画祭の模様が放送された。

## 受賞結果
- パルム・ドール：『麦の穂をゆらす風』（ケン・ローチ）
- グランプリ：『フランドル』（ブリュノ・デュモン）
- 審査員賞：『Red Road』（アンドレア・アーノルド）
- 監督賞：アレハンドロ・ゴンサレス・イニャリトゥ（『バベル』）
- 男優賞：ジャメル・ドゥブーズ、サミー・ナセリ、ロシュディ・ゼム、サミ・ブアジラ、ベルナール・ブランカン（5名すべて『デイズ・オブ・グローリー』）
- 女優賞：ペネロペ・クルス、カルメン・マウラ、ロラ・ドゥエニャス、ブランカ・ポルティロ、ヨハナ・コボ、チュ・ランプレヴ（6名すべて『ボルベール〈帰郷〉』）
- 脚本賞：ペドロ・アルモドバル（『ボルベール〈帰郷〉』）
- カメラ・ドール：Corneliu Porumboiu（『A Fost Sau NA Fost?』）
- ある視点賞：『Luxury Car』（ワン・チャオ）

## 審査員

### コンペティション部門
- 審査委員長
  - ウォン・カーウァイ（ 香港/映画監督）
- 審査員
  - モニカ・ベルッチ（ イタリア/女優）
  - ヘレナ・ボナム＝カーター（ イギリス/女優）
  - サミュエル・L・ジャクソン（ アメリカ合衆国/俳優）
  - パトリス・ルコント（ フランス/映画監督）
  - ルクレシア・マルテル（ アルゼンチン/映画監督）
  - ティム・ロス（ イギリス/俳優）
  - エリア・スレイマン（ パレスチナ/映画監督）
  - チャン・ツィイー（ 中国/女優）

### シネファウンデーション・短編映画部門
- 審査委員長
  - アンドレイ・コンチャロフスキー（ ロシア/映画監督）
- 審査員
  - サンドリーヌ・ボネール（ フランス/女優）
  - ダニエル・ブリュール（ ドイツ/俳優）
  - スレイマン・シセ（ マリ/映画監督）
  - ズビグニエフ・プレイスネル（ ポーランド/作曲家）

## 上映作品

### ラインナップ
|              | 題名                 | 監督             | 製作国         |
| ------------ | -------------------- | ---------------- | -------------- |
| オープニング | ダ・ヴィンチ・コード | ロン・ハワード   | アメリカ合衆国 |
| クロージング | トランシルヴァニア   | トニー・ガトリフ | フランス       |

### コンペティション部門
| 題名 原題                                        | 監督                                   | 製作国                                                  |
| ------------------------------------------------ | -------------------------------------- | ------------------------------------------------------- |
| バベル Babel                                     | アレハンドロ・ゴンサレス・イニャリトゥ | アメリカ合衆国 メキシコ フランス                        |
| Crónica de una fuga (Chronicle of an Escape)     | イスラエル・エイドリアン・カエターノ   | アルゼンチン                                            |
| パンズ・ラビリンス El laberinto del fauno        | ギレルモ・デル・トロ                   | メキシコ スペイン アメリカ合衆国                        |
| ファーストフード・ネイション Fast Food Nation    | リチャード・リンクレイター             | アメリカ合衆国                                          |
| フランドル Flanders                              | ブリュノ・デュモン                     | フランス                                                |
| Climates/うつろいの季節 Iklimler                 | ヌリ・ビルゲ・ジェイラン               | トルコ フランス                                         |
| カイマーノ Il caimano                            | ナンニ・モレッティ                     | イタリア フランス                                       |
| デイズ・オブ・グローリー Indigènes               | ラシッド・ブシャール                   | アルジェリア フランス モロッコ ベルギー                 |
| コロッサル・ユース Juventude Em Marcha           | ペドロ・コスタ                         | ポルトガル フランス スイス                              |
| 家族の友人 L'amico di famiglia                   | パオロ・ソレンティーノ                 | イタリア フランス                                       |
| La Raison du plus faible                         | リュカ・ベルヴォー                     | ベルギー                                                |
| 街のあかり Laitakaupungin valot                  | アキ・カウリスマキ                     | フィンランド ドイツ フランス                            |
| マリー・アントワネット Marie Antoinette          | ソフィア・コッポラ                     | アメリカ合衆国                                          |
| Quand j'étais chanteur (When I Was a Singer)     | グザヴィエ・ジャノリ                   | フランス                                                |
| Red Road                                         | アンドレア・アーノルド                 | イギリス デンマーク                                     |
| Selon Charlie                                    | ニコール・ガルシア                     | フランス                                                |
| サウスランド・テイルズ Southland Tales           | リチャード・ケリー                     | アメリカ合衆国 ドイツ フランス                          |
| 麦の穂をゆらす風 The Wind That Shakes the Barley | ケン・ローチ                           | イギリス アイルランド ドイツ イタリア スペイン フランス |
| ボルベール〈帰郷〉 Volver                        | ペドロ・アルモドバル                   | スペイン                                                |
| 天安門、恋人たち 頤和園                          | ロウ・イエ                             | 中国                                                    |

### ある視点部門
| 題名 原題                                                 | 監督                               | 製作国                |
| --------------------------------------------------------- | ---------------------------------- | --------------------- |
| オープニング パリ、ジュテーム Paris, Je T'aime            | 複数監督によるオムニバス           | フランス              |
| 977                                                       | ニコライ・ホメリキ                 | フランス ロシア       |
| スキャナー・ダークリー A Scanner Darkly                   | リチャード・リンクレイター         | アメリカ合衆国        |
| 天国へ行くにはまず死すべし Bihisht Faqat Baroi Murdagon   | ジャムシェド・ウスモノフ           | タジキスタン フランス |
| Bled Number One -                                         | ラバ・アムル＝ゼメシュ             | フランス アルジェリア |
| 世界の終わりの過ごし方 Cum Mi-am Petrecut Sfarsitul Lumii | カタリン・ミツレスク               | ルーマニア            |
| 哀しみのバイオリン El violin                              | フランシスコ・ヴァルガス           | メキシコ              |
| ハンモック Hamaca Paraguaya                               | パス・エンシナ                     | パラグアイ            |
| 結婚演出家 Il Regista di Matrimoni                        | マルコ・ベロッキオ                 | イタリア              |
| La Californie                                             | ジャック・フィエスキ               | フランス              |
| 譜めくりの女 La Tourneuse de pages                        | ドゥニ・デルクール                 | フランス              |
| Luxury Car                                                | ワン・チャオ                       | 中国                  |
| Meurtrières                                               | パトリック・グランペレ             | フランス              |
| サルバドールの朝 Salvador Puig                            | マヌエル・ウエルガ                 | スペイン              |
| Serambi                                                   | ガリン・ヌグロホ                   | インドネシア          |
| Suburban Mayhem                                           | ポール・ゴールドマン               | オーストラリア        |
| Taxidermie                                                | パールフィ・ジョルジ               | ハンガリー            |
| 十艘のカヌー Ten Canoes                                   | ロルフ・デ・ヒーア                 | オーストラリア        |
| 許されざるもの The Unforgiven                             | ユン・ジョンビン                   | 韓国                  |
| 明日、君がいない Two Thirty 7                             | ムラーリ・K・タルリ                | オーストラリア        |
| Uro                                                       | ステファン・ファルドバッケン       | ノルウェー            |
| 森の生活 You am I                                         | クリスティヨナス・ヴィルジューナス | リトアニア            |
| Z odzysku                                                 | スラヴォミール・ファビッキ         | ポーランド            |
| クロージング リサイクル -死界- Re-cycle                   | オキサイド・パン ダニー・パン      | 香港                  |

### 特別招待作品（コンペティション外）
- X-MEN:ファイナル ディシジョン - ブレット・ラトナー
- エレクション2 - ジョニー・トー
- ジダン 神が愛した男 - ダグラス・ゴードン、フィリップ・パレーノ（フランス）
- ショートバス - ジョン・キャメロン・ミッチェル
- シルク - スウ・チャオピン
- スケッチ・オブ・フランク・ゲーリー - シドニー・ポラック
- 不都合な真実 - デイヴィス・グッゲンハイム（アメリカ）
- 森のリトル・ギャング - ティム・ジョンソン、カレイ・カークパトリック（アメリカ）
- ユナイテッド93 - ポール・グリーングラス
- Avida - ギュスターヴ・ケルヴェルン、ブノア・ドレピーヌ
- Bamako (The Court) - アブデラマン・シサコ
- Boffo! Tinseltown's Bombs and Blockbusters - ビル・コーチェリー
- 666号室 - ヴィム・ヴェンダース
- Chlopiec na galopujacym koniu (The Boy on the Galloping Horse) - アダム・グジンスキ
- Clerks II - ケヴィン・スミス（アメリカ）
- El-Banate Dol (These Girls) - タハニ・ラシェド
- Ici Najac, a vous la terre (Najac Here, Over to You the Earth) - ジャン＝アンリ・ムニエ Jean-Henri Meunier
- Les Signes - ウジェーヌ・グリーン
- Nouvelle Chance - アンヌ・フォンテーヌ
- Requiem for Billy the Kid - Anne Feinsilver
- Sida - ギャスパー・ノエ
- Stanley's Girlfriend (Episode from "Trapped Ashes") - モンテ・ヘルマン
- The House Is Burning - ホルガー・エルンスト Holger Ernst
- The Water Diary - ジェーン・カンピオン
- ジレンマの前座劇 - フランソワ・オゾン
- Volevo Solo Vivere - ミンモ・カロプレスティ